# Нажа, Анастасия Гордеевна
Анастасия Гордеевна Нажа (1920 — ?) — украинская советская деятельница, главный врач участковой больницы села Ирклиев Чернобаевского района Черкасской области. Депутат Верховного Совета СССР 6-7-го созывов.

## Биография
Родилась в крестьянской семье. Рано остался без отца. К 1941 году училась в Харьковском государственном медицинском институте.
Во время Великой Отечественной войны находилась в эвакуации. В 1941—1943 годах — работница завода, медицинская сестра здравпункта, поликлиники.
В 1944 году окончила Ленинградский медицинский институт, после эвакуации базировался в городе Кисловодске.
В 1944—1959 годах — заведующий врачебного участка совхоза Ростовской области РСФСР; терапевт Черновицкой областной больницы; районный терапевт Мойсевской участковой больницы; районный терапевт и районный фтизиатр участковой больницы села Ирклиев.
С 1959 года — главный врач участковой больницы села Ирклиев Чернобаевского района Черкасской области.
Член КПСС с 1964 года.

## Награды
- орден Ленина
- медали
- Грамота Президиума Верховного Совета Украинской ССР